# Séléniure de plomb
Le séléniure de plomb est un semiconducteur de formule chimique PbSe ayant une bande interdite large de 0,27 eV à température ambiante. Il se présente sous la forme d'une poudre ou de granules gris anthracite insoluble dans l'eau mais soluble dans l'acide chlorhydrique et l'acide nitrique. Il forme des cristaux d'apparence semblable à la galène (sulfure de plomb PbS) et qui lui sont isomorphes, avec comme paramètre cristallin a = 612,4 pm. On le trouve dans le milieu naturel sous la forme d'un minéral appelé clausthalite. Chauffé dans un tube à essais ouvert, le séléniure de plomb se décompose en dégageant des vapeurs de sélénium.
Le séléniure de plomb est utilisé dans la fabrication de détecteurs infrarouges et caméras thermiques fonctionnant avec des longueurs d'onde de 1,5  à   5,2 μm. Il ne nécessite pas d'être refroidi mais est plus performant à basse température. Il est également employé comme matériau pour diode laser, avec addition de petites quantités de strontium, d'europium ou de séléniure d'étain SnSe, dans la gamme de 3  à   25 μm. Des nanocristaux de PbSe inclus dans d'autres matériaux peuvent être utilisés comme boîtes quantiques, par exemple dans les cellules solaires nanocristallines (en).

## Synthèse
Le séléniure de plomb peut être obtenu par une réaction en plusieurs étapes de sélénium avec de l'acide nitrique HNO3, de l'ammoniac NH3 et de l'oxyde de plomb(II) PbO :
2 Se + 8 HNO3 ⟶ 2 H2SeO3 + 8 NO2 + 2 H2O ;
2 PbO + 4 HNO3 ⟶ 2 Pb(NO3)2 + 2 H2O ;
2 H2SeO3 + 2 Pb(NO3)2 + 3 N2H4 ⟶ 2 PbSe + 3 N2 + 4 HNO3 + 6 H2O.
Il est également possible de convertir des quantités équimolaires d'acétate de plomb(II) trihydraté Pb(CH3COO)2·3H2O et d'acide sélénieux H2SeO3 en sélénite de plomb PbSeO3 avec réduction ultérieure par une solution diluée d'acide acétique CH3COOH et d'hydrazine N2H4.
Les monocristaux de séléniure de plomb sont synthétisés à partir de quantités précisément stœchiométriques des deux éléments dans des tubes de quartz sous vide :
Pb + Se ⟶ PbSe.
Des nanotiges monocristallines et des nanotubes polycristallins ont été obtenus à l'aide de membranes biologiques. Le diamètre des nanotiges obtenues était de l'ordre de 45 nm pour une longueur d'environ 1,1 µm, tandis que les nanotubes avaient un diamètre d'environ 50 nm et une longueur pouvant atteindre 2 µm.

## Applications
Le séléniure de plomb est un matériau thermoélectrique, dont les propriétés pourraient être meilleures que celles du tellurure de plomb(II) PbTe,,,. C'est l'un des premiers matériaux identifié comme étant sensible aux rayonnements infrarouges et utilisé pour des applications militaires. Les premières recherches de cette nature ont été menées dans les années 1930 et les premiers équipements fonctionnels tirant partie de ce matériau ont été produits pendant et juste après la Seconde Guerre mondiale en Allemagne, au Royaume-Uni et aux États-Unis. Il est depuis couramment employé dans les photodétecteurs infrarouges destinés à diverses applications, par exemple les spectromètres pour la détection de gaz et de flammes, ou encore les mèches infrarouges pour les munitions d'artillerie ou le repérage infrarouge passif (PIC).
Le séléniure de plomb est capable de détecter un rayonnement infrarouge dans la fenêtre infrarouge moyenne (MWIR), précisément de 1,5 à 5,2 µm, voire jusqu'à 6 µm dans certaines conditions. Il présente une détectivité élevée à température ambiante (fonctionnement non refroidi) ainsi qu'un temps de réponse très bref, ce qui en fait un bon matériau pour l'imagerie infrarouge rapide et bon marché.
Le séléniure de plomb est un matériau photoconducteur. Son mécanisme de détection repose sur la modification de la conductivité électrique d'une couche mince polycristalline lorsqu'elle absorbe un photon. L'absorption de tels photons fait passer des électrons de la bande de valence du matériau semiconducteur à sa bande de conduction. Si le détail des mécanismes à l'origine des propriétés intéressantes de ce matériau n'est pas encore pleinement élucidé, on pense que sa nature polycristalline, outre le matériau lui-même, joue un rôle central pour limiter l'effet Auger et le courant d'obscurité dans ces composants, en relation avec la présence de nombreuses zones désertées le long des joints de grains et des barrières de potentiel dans les couches minces molycristallines.

## Méthodes de production des détecteurs infrarouges au PbSe
On emploie traditionnellement deux méthodes principales.

### Dépôt chimique en solution
Également appelée dépôt en bain chimique (CBD), c'est la méthode standard de production de ces composants. Développée aux États-Unis dans les années 1960, elle repose sur la précipitation du chalcogénure métallique sur un substrat dans une solution contrôlée de sélénourée Se=C(NH2)2, d'acétate de plomb(II) Pb(CH3COO)2, d'iodure de potassium KI et d'autres composés. Cette méthode est encore employée pour la production de détecteurs infrarouges au séléniure de plomb. Les limitations de cette méthode contraignent la taille maximum des détecteurs PbSe produits de cette manière à un réseau de 1 × 256 éléments.

### Dépôt chimique en phase vapeur
Cette méthode a été développée en Espagne au début du siècle et repose sur la déposition de la couche active à partir de précurseurs sublimés, suivie par des traitements thermiques particuliers. L'avantage de cette méthode par rapport à la précédente est d'assurer la compatibilité avec les substrats et de pouvoir produire des composants à structure complexe tout en maîtrisant les coûts.

### Photodétecteurs à boîtes quantiques PbSe
La technique de dépôt employée dans le cas particulier des photodétecteurs à boîte quantique PbSe est généralement l'enduction centrifuge.